# Дарби, Абрахам III
Абрахам Дарби III (англ. Abraham Darby III; 24 апреля 1750, Коулбрукдейл, Шропшир — 20 марта 1791) — английский промышленник-металлург, сын Абрахама Дарби II, внук Абрахама Дарби I. Известен как строитель Чугунного Моста на реке Северн возле Коулбрукдейла в 1776—1779 годах, изготовленного полностью из отлитых чугунных деталей.

## Биография

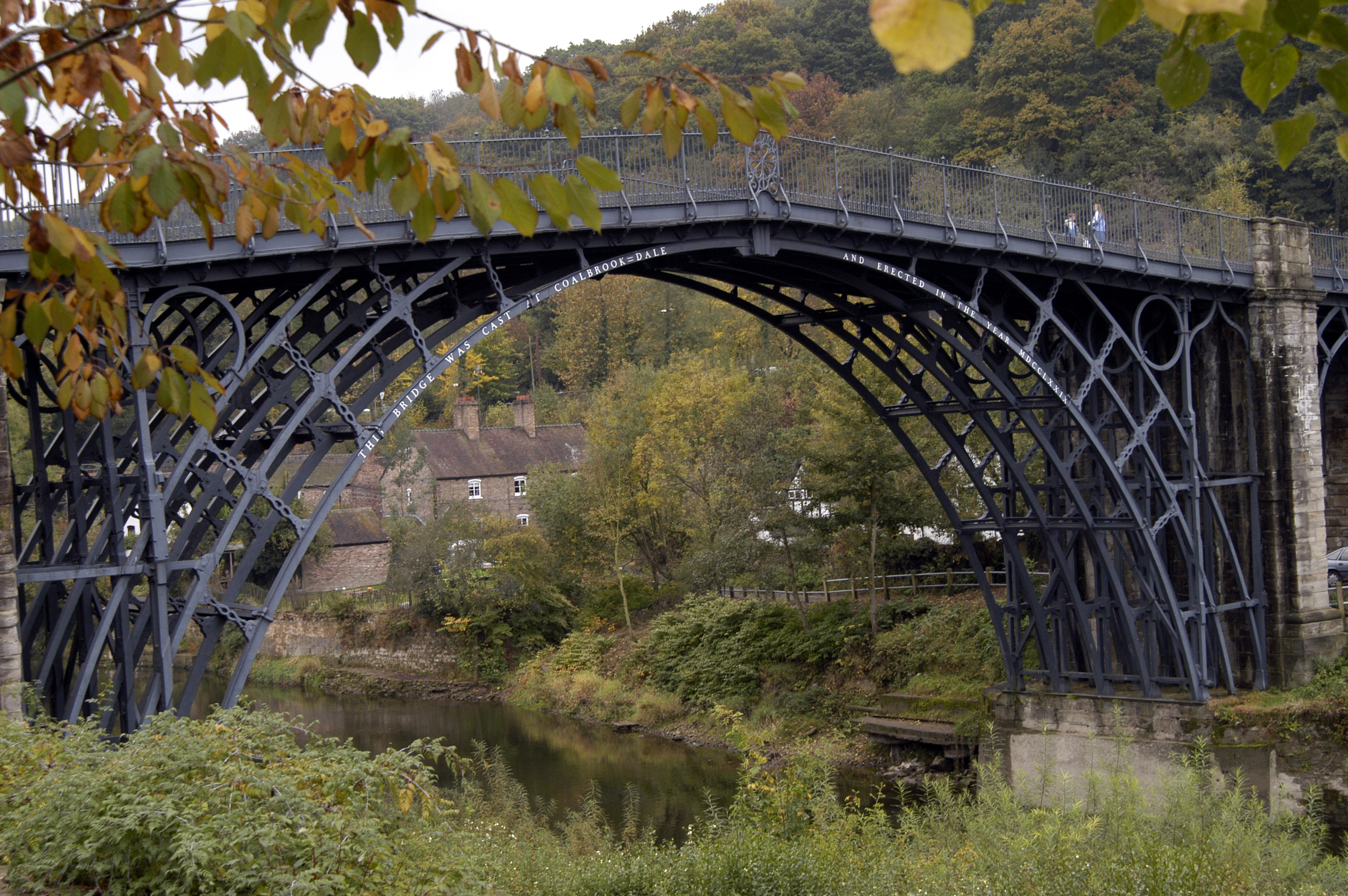
Чугунный мост.

Родился в 1750 году в Коулбрукдейле. Учился в школе в городе Вустер. С 1768 года, в возрасте 18 лет, стал председателем чугунолитейного производства в Коулбрукдейле. Как и его дед и отец, был квакером.
В 1776—1779 годах построил самое большое чугунное сооружение своей эпохи — Чугунный мост на реке Северн возле Коулбрукдейла, первый в мире железный (чугунный) мост (с пролётом 31 м и вышиной над водой 12 м). В 1787 году Абрахам Дарби III получил от Общества искусств золотую медаль за модель этого моста. Возле моста выросло село Айронбридж.
В декабре 1776 года женился на Ребекке Смит. У них было семеро детей, из которых только четверо дожили до юношеских лет. Его сыновья Френсис (1783—1850) и Ричард (1788—1860) были связаны с работой металлургической компании «Коулбрукдейл Компани».
Умер в возрасте 41 года в городе Мейдли, похоронен в Коулбрукдейле.

## Память
В городе Телфорд одна из средних школ названа именем Абрахама Дарби. Дэвид Морзе посвятил ему роман в стиле фэнтези «Чугунный мост», в 1985 году одному из новых выведенных сортов роз было присвоено имя Абрахама Дарби (англ. Rosa 'Abraham Darby').

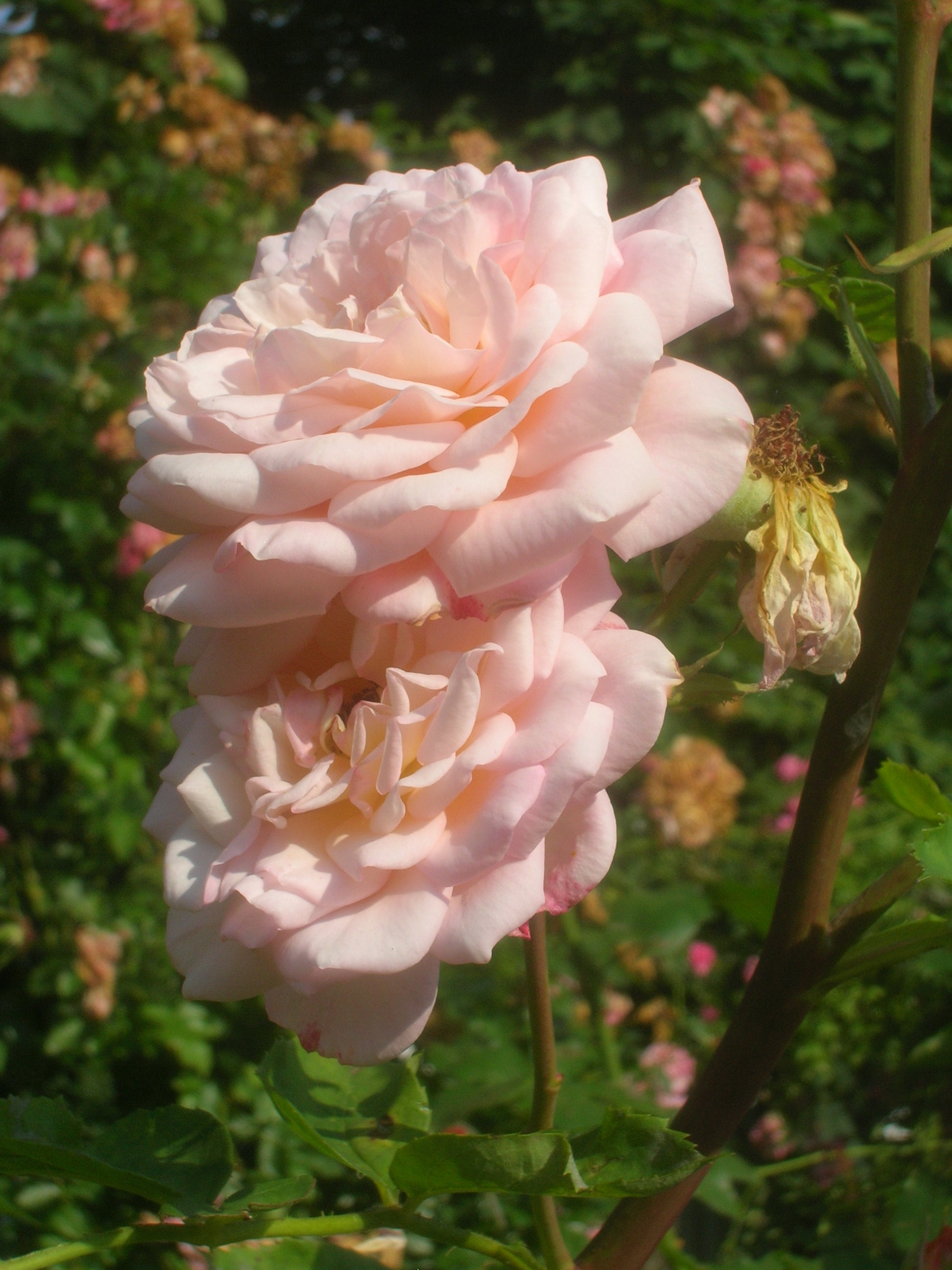
Роза Абрахам Дарби